# Айония
Айония (англ. Ionia) — крупнейший город и окружной центра округа Айония в штате Мичиган, США. Согласно переписи 2010 года, в городе проживало 11 394 жителя.
До евро-американской экспансии здесь находилась деревня племени Оттава. В 1833 году здесь высаживали растения; после продажи земель поселенцам из Нью-Йорка (возглавляемых Самуэлем Декстером младшим) племя переехало к реке Флет. В 1841 году поселение было перепланировано, в 1865 году реорганизовано в деревню, а с 1873 года получило статус города.
Общая площадь города 14,19 км², из них 13,86 км² земель и 0,34 км² вода.